# Sahagún (stacja kolejowa)
Sahagún – stacja kolejowa zarządzana przez hiszpański zarząd infrastruktury Adif. Znajduje się w hiszpańskim regionie Kastylia i León. Budynek dworca został zbudowany na początku XX wieku wraz z budową linii kolejowej w tym regionie. Stacja posiada dwa perony o długości 300 m i 280 m.